# Orthotrichum mandonii
Orthotrichum mandonii är en bladmossart som beskrevs av W. P. Schimper och Georg Ernst Ludwig Hampe 1865. Orthotrichum mandonii ingår i släktet hättemossor, och familjen Orthotrichaceae. Inga underarter finns listade i Catalogue of Life.